# Amaurobioides isolata
Amaurobioides isolata är en spindelart som beskrevs av Hirst 1993. Amaurobioides isolata ingår i släktet Amaurobioides och familjen spökspindlar.
Artens utbredningsområde är Sydaustralien. Inga underarter finns listade i Catalogue of Life.